# John Scott Haldane
John Scott Haldane, född 3 maj 1860, död 14/15 mars 1936, var en brittisk läkare. Han var systerson till John Burdon-Sanderson, bror till Richard Burdon Haldane, 1:e viscount Haldane och far till J.B.S. Haldane.
Haldane var universitetslärare i fysiologi i Oxford. Han ägnade sig särskilt åt andningssystemets fysiologi och införde nya metoder för utforskande av andningsluftens sammansättning, "Haldanes rör". Genom deltagande i ett flertal brittiska kommittéer gjorde Haldane på ett förtjänstfullt sätt nya andningsfysiologiska rön fruktbringande inom ett flertal områden, bland annat gruvdrift, dykning, flygning med mera. Han bidrog till beskrivningen orsaken bakom tryckfallssjuka. I sin forskning kring tryckfallsjuka använde sig Haldane av frivilliga dykare i brittiska flottan. Som resultat av projektet blev hans rekommendationer senare standarder inom flottan. Bland Haldanes publikationer märks främst Respiration.  Han var Fellow of the Royal Society och ledamot av Royal College of Physicians samt av Royal Society of Medicine. Haldane tilldelades Copleymedaljen 1934.